# Hans Busse (Maler, 1904)
Hans Busse (Herbert Hans Busse; * 22. Juni 1904 in Dresden; † 9. März 1992 in Mannheim) war ein deutscher Maler.

## Leben und Werk
Busse war der Sohn des Dresdners Kaufmannes und Rohtabak-Importeurs Oscar Julius Ferdinand Busse (* 1860) und dessen Frau Hedwig Klara, geb. Rothe (* 1867). Die wohlsituierte Familie wohnte damals in der Königsbrücker Straße 3. Busse begann eine Fotografenlehre, die er aber wenig später abbrach. Danach machte er bis 1923 eine Banklehre. Während der Weltwirtschaftskrise arbeitete er in verschiedenen Orten Deutschlands als Straßenbahnschaffner, Omnibusfahrer und Werksfernfahrer. In seiner Freizeit betätigte er sich als Zeichner. Ab 1933 studierte er, u. a. bei Richard Müller, an der Kunstakademie Dresden. Anfangs belegte er je zwei Semester Zeichen- und Malstudien, ehe er zum Studium für Kunsterzieher wechselte. Da er danach jedoch keine Anstellung als Lehrer bekam, besuchte er eine Handelsschule und erhielt dann eine Anstellung beim Forst- und Holzwirtschaftsamt Dresden. 1935 heiratete er Albertine Johanna Freya Magdalena Kemath (* 1909). Das Adressbuch verzeichnete ihn 1943 als Angestellten mit der Anschrift Walderseeplatz (heutiger Stresemannplatz) 11, ein Gebäude, das 1945 nicht zerstört wurde.
Busse betätigte sich neben seiner beruflichen Tätigkeit als Maler und Grafiker, wurde Mitglied der Reichskammer der bildenden Künste und beteiligte sich an wichtigen Ausstellungen. Er wurde zur Wehrmacht eingezogen und nahm am Zweiten Weltkrieg teil. 1947 kam er aus der Kriegsgefangenschaft wieder nach Dresden, wo er seine alte Wohnung hatte.
Busse war Mitglied der Künstlergruppe Das Ufer und ab 1960 des Verbands Bildender Künstler Deutschlands. 1953 gehörte er zu den Gründern der Dresdner Verkaufsgenossenschaft Bildender Künstler, dessen Vorstand er angehörte. In dieser Funktion hatte er zunehmend nicht näher bekannte Probleme, mutmaßlich mit Behörden und dem Künstlerverband. Das veranlasste ihn, am 23. März 1958 die DDR mit seiner Familie ohne Genehmigung zu verlassen. Er nahm in Mannheim-Schönau seinen Wohnsitz. In der ersten Zeit war er in argen wirtschaftlichen Nöten. Er sah sich gezwungen, seine Bilder teilweise unter Wert zu veräußern, und war auf städtische Unterstützung angewiesen. 1959 kaufte die Stadtverwaltung Mannheim ein Aquarell. 1960 erwarb die Kunsthalle Mannheim zwei Aquarelle und 1961 eine Zeichnung, die als Leihgabe an die Wirtschaftshochschule Mannheim ging. Den Lebensunterhalt sicherte Busse als Verwalter der Registratur und später in der Bauunterhaltung des Mannheimer Hochbauamts. Nach seiner Pensionierung arbeitete er noch bis 1974 in der Verwaltung des Heinrich-Lanz-Krankenhauses.
Busse malte vor allem Landschaften, Stillleben und Porträts, u. a. von Mannheimer Persönlichkeiten wie Oberbürgermeister Jakob Trumpfheller. Er war von 1960 bis 1962 Mitglied des Bundesverbands Bildender Künstler (BBK).

## Sicher belegte Teilnahme an Ausstellungen in der Zeit des Nationalsozialismus
- 1936: Dresden, Brühlsche Terrasse („Kunstausstellung Dresden“)
- 1936: München („Die Straßen Adolf Hitlers in der Kunst“)
- 1943: Dresden, Brühlsche Terrasse („Kunstausstellung Gau Sachsen“)

## Einzelnachweis
1. ↑  Adressbuch Dresden 1904

| Personendaten    | Personendaten                            |
| ---------------- | ---------------------------------------- |
| NAME             | Busse, Hans                              |
| ALTERNATIVNAMEN  | Busse, Herbert Hans (vollständiger Name) |
| KURZBESCHREIBUNG | deutscher Maler                          |
| GEBURTSDATUM     | 22. Juni 1904                            |
| GEBURTSORT       | Dresden                                  |
| STERBEDATUM      | 9. März 1992                             |
| STERBEORT        | Mannheim                                 |